# Heinrich Reffle von Richtenberg
Heinrich Reffle von Richtenberg (... – Königsberg, 1477) è stato il trentatreesimo Gran maestro dell'Ordine teutonico dal 1470 fino alla sua morte.

## Biografia
Dopo la sconfitta dell'Ordine Teutonico nella Guerra dei Tredici anni, l'ordine venne costretto ad arrendersi e a lasciare che la Prussia dell'Ovest divenisse vassalla della Polonia con la Seconda pace di Thorn del 1466. Il predecessore di von Richtenberg, Heinrich Reuß von Plauen, si era già del resto proposto di rendere omaggio al Re di Polonia. Dopo averlo fatto, nel 1470, morì sulla via del ritorno verso casa.
I principali problemi della Prussia durante il governo di von Richtenberg furono la Guerra dei preti, una disputa tra il Vescovato di Varmia, che pretendeva di ricevere lo status di Principato Vescovile dall'Imperatore Carlo IV, e dal Re Casimiro IV di Polonia. L'ordine sostenne vittoriosamente Nicolaus von Tüngen nella disputa.
Von Richtenberg morì a Königsberg nel 1477.